# Castronuevo
Castronuevo es un municipio y localidad española de la provincia de Zamora, en la comunidad autónoma de Castilla y León.
Está bañado por el río Valderaduey, afluente del Duero. Junto al cultivo del trigo, alfalfa y demás cereales propios de su comarca de Tierra de Campos, se cultivaba también la remolacha gracias al regadío creado con aguas del Valderaduey.

## Historia

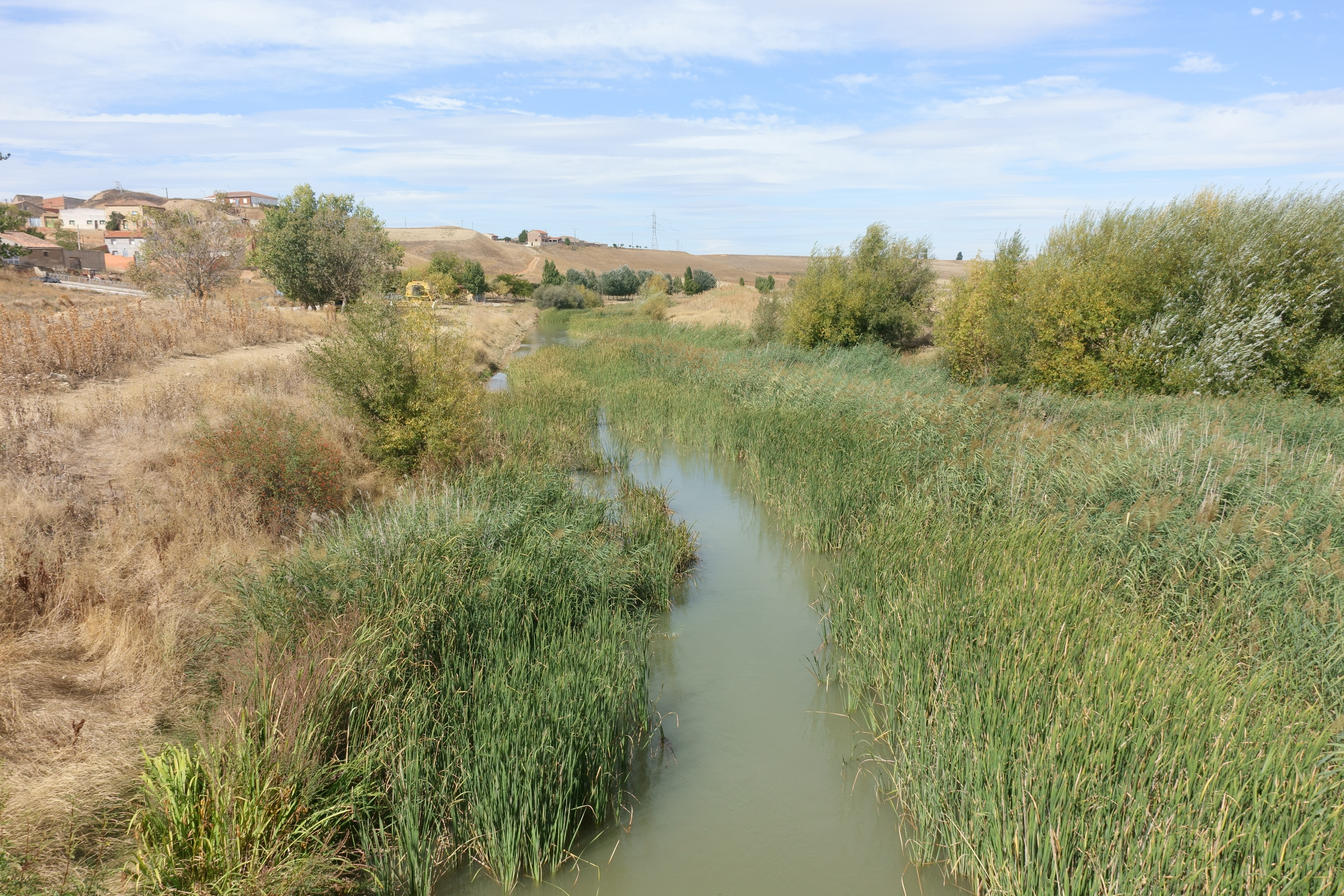
Río Valderaduey a su paso por Castronuevo.

Los primeros vestigios de poblamiento humano en el término de Castronuevo datan de la Prehistoria, habiéndose documentado tres dólmenes en la zona de «El juncal I, II y III», lo que muestra un caso insólito de alineación de tres dólmenes en un mismo lugar, en este caso paralelos al Valderaduey. Estos primeros asentamientos humanos tuvieron continuidad en el paraje de «La Villa» que en origen fue un castro vacceo que estuvo situado a pocos metros del costado occidental de la iglesia.
La romanización también está presente en Castro, según los restos encontrados en los yacimientos de «La Halconera» y «Teso Jubilias» o de «Las Garbanceras», en los que se encontraron una estela, tégulas y diversos fragmentos de cerámica destinada a la construcción.
«Castronovo» fue una de las localidades que formó parte de proceso repoblador que llevaron a cabo los reyes leoneses en la Alta Edad Media y más concretamente de las villas que los citados reyes fortificaron en la frontera con Castilla. Este proceso de fortificación lo inició en 1180 Fernando II de León (Mayorga, Benavente, Mansilla, Villalpando y Coyanza, entre otras) y lo completó Alfonso IX de León entre 1188 y 1214 (Almanza, Laguna, Rueda, San Pedro de Latarce, Belver de los Montes, Castronuevo y Toro). De esta época son las pueblas fronterizas que en Castilla realizó Alfonso VIII de Castilla (Carrión, Urueña, Medina de Rioseco, Tordehumos, Aguilar de Campos, la Mota, Medina del Campo, Béjar o Plasencia, entre otras). En todas ellas se repite un mismo esquema: un castillo de planta cuadrangular -a veces con ángulos redondeados o con planta curva- del que parte la cerca de la villa, de tendencia cuadrangular u ovalada. En el caso de Castronuevo, la villa fortificada se levantó sobre una fortificación o castro anterior, pero en cualquier caso, también responde a la reestructuración política y económica del reino y a las nuevas necesidades militares. La técnica de construcción empleada, y que aún puede ser observada en el paraje de «La Villa» de Castronuevo, consistente muros de hormigón erigidos mediante fábrica de
encofrado de cal y canto.
Ya en la Baja Edad Media, en 1391, se creó el Señorío de Castronuevo, siendo Pedro Gómez de Porres el primer señor de Castronuevo. En la Edad Moderna, en 1624, este señorío fue elevado a la categoría de condado por el rey Felipe II de España, naciendo así el Condado de Castronuevo, título que le fue concedido Cristóbal Porres y Enríquez de Sotomayor. Durante los siglos XVI y XVII existe una tendencia roturadora que redujo los pastos para el ganado y que ocasionó frecuentes pleitos entablados por el Concejo de la Mesta contra los propietarios de los montes por cuyas proximidades pasaban las cañadas. En uno de ellos la Mesta pleiteó en 1632 contra el conde de Castronuevo por haber permitido roturar y labrar la dehesa de Las Vegas y que la Audiencia de Valladolid falló a favor del conde porque e último probó que la dehesa se llevaba roturando y cultivando más de 32 años, y ya en 1607 se había fallado otro juicio favorable a los intereses del propietario.
Castronuevo formó parte de la provincia de Zamora tras la reforma de la división territorial de España en 1833. De esta forma continuó encuadrado dentro de la región leonesa, si bien esta última carecía de cualquier tipo de competencia u órgano común a las provincias que agrupaba, teniendo un mero carácter clasificatorio, sin pretensiones de operatividad administrativa. Tras la constitución de 1978, y la diversa normativa que la desarrolla, Castronuevo pasó a formar parte en 1983 de la comunidad autónoma de Castilla y León, en tanto municipio adscrito a la provincia de Zamora.

## Geografía humana

### Demografía
Cuenta con una población de 218 habitantes (INE 2024).
| Gráfica de evolución demográfica de Castronuevo entre 1842 y 2021                                                     |
| |
| Población de derecho según los censos de población del INE. Población de hecho según los censos de población del INE. |

## Símbolos
El escudo y la bandera municipal fueron aprobados por el pleno del ayuntamiento de Castronuevo en su sesión del 20 de junio de 2003. El escudo heráldico del municipio se representa conforme a la siguiente descripción textual o blasón:

Escudo Heráldico: escudo cortado. 1º De gules puente de plata, mazonado de sable de tres ojos, sobre onda de azur. 2º De oro gavilla de sinople. 3º De plata encina arrancada de sinople. Al timbre corona real cerrada.
Boletín Oficial de Castilla y León nº 152 de 07 de agosto de 2003

La descripción textual de la bandera es la que sigue:

Bandera municipal: bandera rectangular de proporciones 2:3, formada por una franja diagonal azul fileteada de amarillo, del ángulo superior del asta
al inferior del batiente, siendo el triángulo del asta verde y rojo del batiente.
Boletín Oficial de Castilla y León nº 152 de 07 de agosto de 2003

## Patrimonio

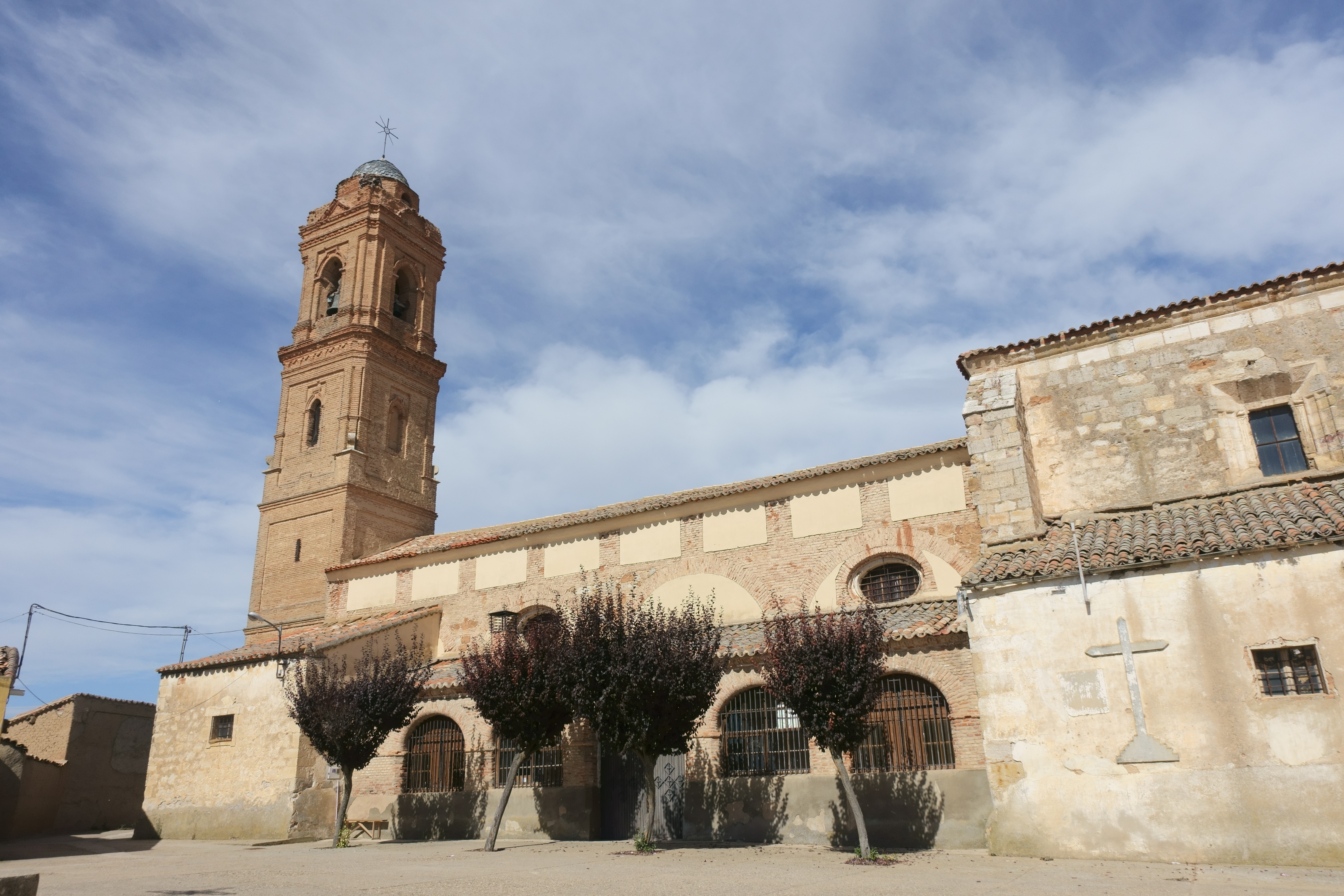
Iglesia de la Asunción.

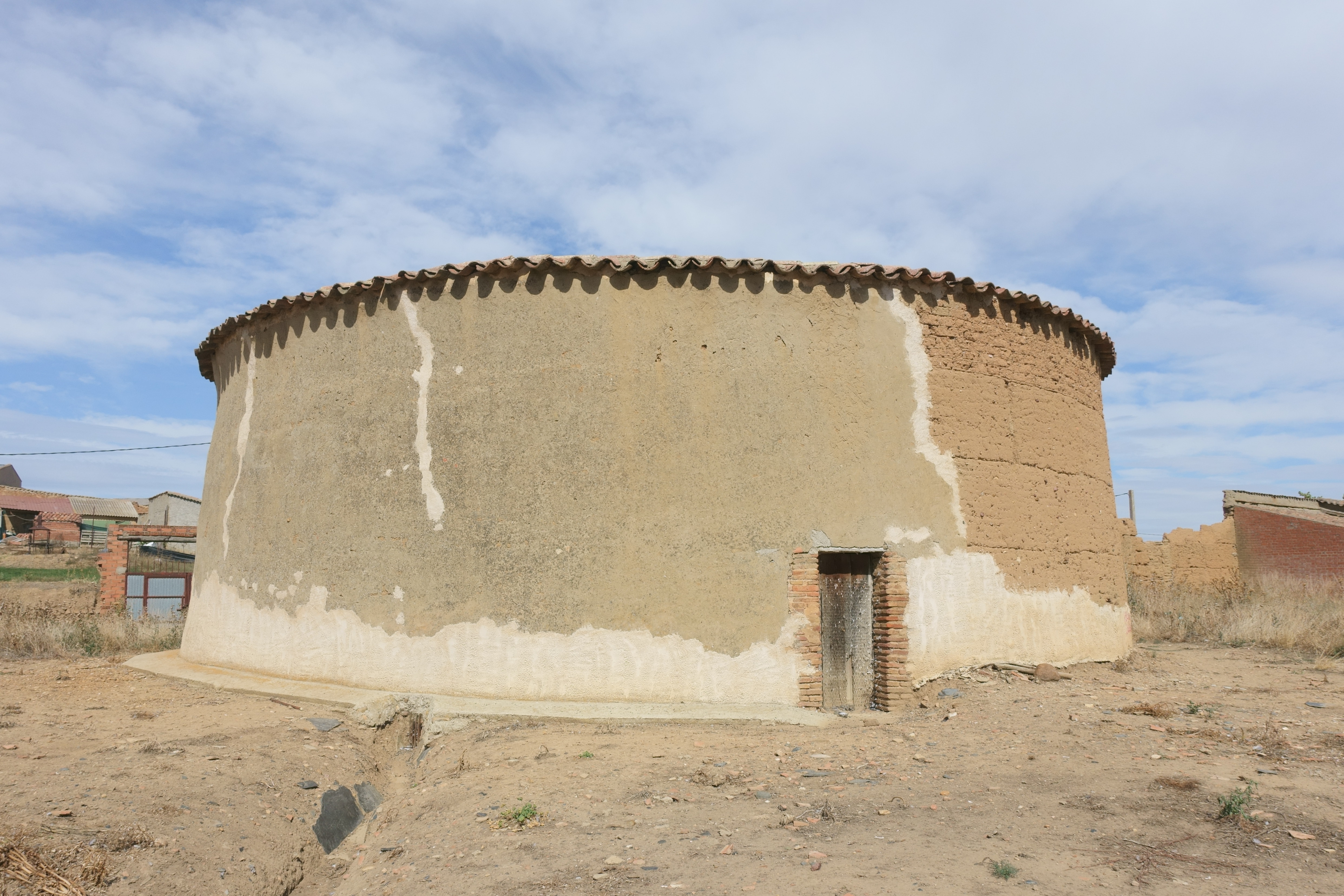
Palomar.

Del caserío de su casco urbano destaca su iglesia parroquial de la Asunción. De este edificio renacentista, construido bajo la advocación de Santa María del Mercado, destaca su esbelta torre de ladrillo y sus retablos de estilo barroco con imágenes de su rico patrimonio eclesiástico, en cuanto contó con las parroquias de San Pedro, la del Salvador y la actual, además de las ermitas de San Roque, La Cruz y Nuestra Señora de las Vegas. Llama la atención una imagen de la virgen de las Vegas, así como la Sacristía, que conserva las puertas originales, una excepcional cajonería y una valiosa custodia de plata. Como obras civiles destaca el Puente sobre el río Valderaduey, del siglo XVIII.

## Personas destacadas
- Waldo Santos (1921-2004). Poeta, natural de Castronuevo.

## Fiestas
El calendario festivo comienza con las alboradas de los quintos en la madrugada de la noche de Reyes. Los principales días festivos son Santa Águeda (5 de febrero), San Isidro (15 de mayo), la Semana Santa -con las procesiones de Miércoles, Jueves y Sábado Santo- y Nuestra Señora de la Asunción (15 de agosto), esta última como fiesta principal.